# Покахонтас 2: Пътуване в нов свят
„Покахонтас 2: Пътуване в нов свят“ (на английски: Pocahontas II: Journey to a New World е американски анимационен филм от 1998 година, продължение на „Покахонтас“ (1995).

## Синхронен дублаж
| Персонаж           | Английски език      | Български език                                  |
| ------------------ | ------------------- | ----------------------------------------------- |
| Покахонтас         | Ирен Бедард         | Дайяна Димитрова (диалог) Илона Иванова (вокал) |
| Джон Ролф          | Били Зейн           |                                                 |
| Капитан Джон Смит  | Донал Гибсън        |                                                 |
| Губернатор Ратклиф | Дейвид Огдън Стиърс | Николай Петров                                  |
| Мико               | Джон Касир          | (няма реплики)                                  |
| Вожд Поуатан       | Ръсел Мийнс         |                                                 |
| Флит               | Франк Уелкър        | (няма реплики)                                  |
| Баба Върба         | Линда Хънт          |                                                 |
| Пърси              | Дани Ман            | (няма реплики)                                  |
| Накома             | Мишел Джон          |                                                 |
| Крал Джеймс        | Джим Къмингс        | Явор Караиванов                                 |
| Кралица Ана        | Финола Хюс          | Надежда Панайотова                              |
| Г-жа Дженкинс      | Джийн Стейпълтън    | Симона Нанова                                   |
| Утаматомакин       | Брад Гарет          |                                                 |

| Обработка                       | Александра Аудио                      |
| ------------------------------- | ------------------------------------- |
| Изпълнителен продуцент          | Васил Новаков                         |
| Продуцент на българската версия | Disney Character Voices International |